# 半田市の地名
- 愛知県 > 半田市 > 地名

半田市の地名では、同市内に存在する町名・字名を一覧にして記す。括弧内は大字の場合は旧自治体名、数字の場合は成立年もしくは廃止年、町名の場合は旧町名である。

## 地名の変遷
以下では現在までに廃止された地名を斜体で表示する。

### 市制当時
同市は1937年、知多郡半田町・成岩町・亀崎町が合併することによって成立した。半田町と成岩町の2町については大字が設定されておらず、半田市成立後も当分の間は大字が設定されていなかった。旧亀崎町では市制当時から以下の3大字が編成されていた。
- 亀崎(1957年廃止)
- 有脇(旧有脇村、1957年廃止)
- 乙川(旧乙川村、1958年廃止)

### 昭和中期の町名設置
市内では1951年から1957年にかけて市内が町に分割された。分割後の町名を分割前の大字および旧自治体ごとに列挙する。
旧半田町
すべて1957年に設置。
岩滑南浜町、岩滑北浜町、岩滑東町、岩滑中町、岩滑高山町、岩滑西町、丁田町、欠ヶ下町、明田町、平和町、平井町、新生町、宝来町、奥町、滑楚町、深谷町、枝山町、柊町、清城町、雁宿町、星崎町、出口町、宮路町、清水北町、清水西町、清水東町、前崎東町、前崎西町、天王町、堀崎町、榎下町、西新町、大坪町、鶴田町、東新町、住吉町、北浜田町、勘内町、東天王町、本町、東本町、銀座本町、中村町、山崎町、御幸町、新川町、南本町、荒古町、船入町、浜町、妙見町、西端町、山ノ神町、北末広町、南末広町、泉町、広小路町、新栄町、日ノ出町、東雲町、源平町、東洋町、幸町、東浜町、亀洲町、山方町、康衛町、白山町、昭和町、更生町、大和町、中町、協和町、郷中町、畑合町、港本町、港町、神明町、中島町、北二ツ坂町、土井山町、蝮ヶ池町、葭谷町、北滑草町、福地町、砂谷町、松堀町、馬捨町
※うち康衛町は1996年に廃止されている。
旧成岩町
すべて1957年に設置。
成岩本町、成岩東町、板山町、神田町、吉田町、君ヶ橋町、四方木町、椎ノ木町、新野町、大湯町、神代町、池田町、高峰町、黒石町、田代町、金山町、桃山町、三ツ池町、鵜ノ池町、横山町、行人町、十三塚町、稲荷町、鴉根町、春日町、東郷町、宮本町、彦洲町、新宮町、山代町、南二ツ坂町、桐ヶ丘、天神町、仲田町、栄町、寺町、前潟町、新浜町、川崎町、青山町、富士ヶ丘、花園町、有楽町、旭町、昭和町
※うち青山町は1999年に廃止されている。
亀崎
1951年、1957年の2回にわたって町名が設置された。
1951年
平地町、阿原町、新居町、前田町
1957年
亀崎町、亀崎新田町、亀崎大洞町、亀崎相生町、亀崎高根町、亀崎常盤町、亀崎北浦町、亀崎月見町
有脇
すべて1957年に設置。
有脇町、稲穂町、緑ヶ丘、石塚町、上定光町
乙川
1951年から1958年にかけて町名が設置された。
1951年
上池町、大高町、横川町、一本木町、大池町、庚申町、長根町、苗代町、平地町、前田町、大松町、新居町、向山町、中午町、浜田町、乙川町、花田町、阿原町
1957年
乙川源内林町、乙川畑田町、乙川西ノ宮町、乙川若宮町、乙川太田町、乙川向田町、乙川浜側町、乙川北側町、乙川市場町、乙川薬師町、乙川栄町、乙川新町、乙川一色町、乙川深田町、乙川殿町、乙川稗田町、東生見町、中生見町、西生見町、平地馬場町、兀山町、横松上町、南大矢知町、西大矢知町、北大矢知町、東大矢知町、大伝根町、七本木町、新池町、一ノ草町、飯森町、小神町、上浜町、相賀町、乙川高良町、乙川八幡町、乙川内山町、乙川吉野町、乙川末広町、亀崎高根町
1958年
高砂町、中億田町、東億田町、西億田町、川田町、八軒町、古浜町

### 住居表示や埋立による町名設置
その後市内では、区画整理による住居表示や衣浦港の埋立によって現在までに以下の町が発足している。
- 禰宜町(1957年、向山町・新居町)
- 美原町(1965年、庚申町・七本木町・大高町・横川町)
- 州の崎町(1967年、亀崎新田町・亀崎北浦町・亀崎町)
- 日東町(1967年、埋立地)
- 十一号地(1970年、康衛町・埋立地)
- 潮干町(1985年、埋立地)
- 神前町(1990年代頃、埋立地)
- のぞみが丘（1995年、東生見町・亀崎大洞町・平地馬場町・亀崎高根町・有脇町など）
- 瑞穂町(1996年[1]、康衛町・東浜町・日ノ出町・東洋町など)
- 青山1～7丁目(1999年[2]、青山町・富士ヶ丘など)

## 参考資料
- 角川日本地名大辞典 23 愛知県
- 半田市／施行済の土地区画整理事業